# Krispin Zelger
Krispin Zelger, noto anche come Crispin Zelger (Stans, 1571 – Stans, 28 maggio 1626), è stato un politico e condottiero svizzero.

## Biografia
Figlio di Wolfgang Zelger, iniziò la sua carriera come capitano al servizio della Lega cattolica in Francia dal 1589 al 1590, venendo però fatto prigioniero nella battaglia di Ivry del 1590. Fu poi capitano al servizio della Savoia nel 1593 e nel 1597, e inviato al rinnovo dell'alleanza con la Francia nel 1602.
Fece costruire una casa a Buochs nel 1604 e si trasferì poi a Stans nel 1611. Si sposò due volte, prima con Margret Noyer e poi con Maria Kündig. Di religione cattolica, attorno al 1614 sostenne la fondazione del convento di Santa Chiara a Stans.
A partire dal 1609 fu capitano generale di Nidvaldo, dal 1612 presidente del tribunale degli Undici. Dal 1912 in poi fu inoltre più volte inviato in diverse località, come la Savoia nel 1614 e nel 1620, e a diverse Diete federali sulla riconquista della Valtellina dal 1624 al 1625. Divenne tre volte Landamano di Nidvaldo nel 1614, 1619 e 1624.